# Steve Buscemi
Steven Vincent Buscemi (født 13. december 1957) er en amerikansk skuespiller og filminstruktør. Med sit markante udseende har han haft en række ikoniske roller, bl.a. som Mr. Pink i Håndlangerne og Carl Showalter i Fargo. Han bliver ofte brugt i Joel og Ethan Coens film, ligesom han er fast inventar i Adam Sandler-film. Han spillede Enoch "Nucky" Thompson i den anmelderroste dramaserie Boardwalk Empire, hvilket han modtog en Golden Globe for i 2010.

## Udvalgt filmografi
- Miller's Crossing (1990)
- Barton Fink (1991)
- Reservoir Dogs/Håndlangerne (1992)
- The Hudsucker Proxy (1994)
- Pulp Fiction (1994)
- Billy Madison (1995)
- Fargo (1996)
- Con Air (1997)
- The Big Lebowski (1998)
- The Wedding Singer (1998)
- Armageddon (1998)
- Big Daddy (1999)
- Mr. Deeds (2002)
- Big Fish (2003)

The Sopranos 2004
- The Island (2006)
- I Now Pronounce You Chuck and Larry (2007)
- Romance and Cigarettes (2007)
- Igor (2008)
- Rage (2009)
- John Rabe (2009)
- G-Force (2009)
- The Messenger (2009)
- Handsome Harry
- Saint John of Las Vegas (2010)
- Youth in Revolt (2010)
- Grown Ups (2010)
- The Chosen One (2010)
- Pete Smalls Is Dead (2010)
- Boardwalk Empire (tv-serie) (2010-)
- On the Road (2012)
- Rampart (2011)